# 388 Greenwich Street
388 Greenwich Street, originalmente llamado el Searson Lehman Plaza, y más recientemente el Travelers Building, es un rascacielos localizado en 388 Greenwich Street, se encuentra entre N. Moore y West Side Highway, en el barrio de Tribeca en Manhattan, Nueva York.
388 Greenwich Street forma un complejo con el edificio vecino de 10 plantas, el 390 Greenwich Street, cerca del río Hudson. Actualmente, los dos edificios son la sede de la empresa de servicios financieros Citigroup. 388 Greenwich Street se encuentra a unas diez manzanas del World Trade Center y se encuentra entre los edificios más altos de Tribeca. Al igual que otros muchos edificios de oficinas en Manhattan, el 388 Greenwich Street contiene además de espacio para oficinas, un centro de fitness, restaurantes, un centro médico, un centro de conferencias, un centro de día y un parque al aire libre. El edificio es uno de los pocos en Nueva York que utiliza ascensores de doble cabina.
Durante los atentados del 11 de septiembre de 2001, el patio del edificio fue utilizado como centro de triaje.

## Símbolo del paraguas
El edificio era conocido por los residentes de Nueva York por su gran paraguas de neón rojo de 15 metros montado en mayo de 1997, cerca de la parte superior de la fachada norte del edificio, mucha gente lo encontró emblemático y otra como una distracción. Como complemento a este anuncio de neón, una escultura de un paraguas rojo de 4,9 metros y 2.400 kilos se colocó en la entrada del edificio. Ambos fueron retirados del rascacielos, este último en el verano de 2007, como parte de un acuerdo entre Citigroup y The Travelers Companies que adquirió el logotipo.

## Venta
En diciembre de 2007, 388 Greenwich Street y 390 Greenwich Street fueron vendidos por Citigroup con el fin de reducir su exposición a bienes raíces en su balance. El complejo fue adquirido por una empresa conjunta formada por SL Green Realty y SITQ por 1580 millones de dólares. Citigroup, sin embargo, mantuvo su presencia principal en el complejo a través de un acuerdo de arrendamiento posterior de 15 años.